# Sc Heerenveen in het seizoen 2007/08 (mannen)
Dit is een pagina met diverse statistieken van voetbalclub sc Heerenveen uit het seizoen 2007/2008.

## Wedstrijden
| Datum            | Thuis                            | Uitslag | Uit           | Doelpuntenmakers (SC Heerenveen)                                                                  |  |
| ---------------- | -------------------------------- | ------- | ------------- | ------------------------------------------------------------------------------------------------- |  |
| 7 juli 2007      | SV Lelystad '67                  | 0 - 3   | SC Heerenveen | Nilsson, Sulejmani, Smarason                                                                      |  |
| 7 juli 2007      | regioselectie Gaasterland-Sloten | 1 - 10  | SC Heerenveen | Johansen, Pranjic, Nilsson, Yildirim (2x), Bak Nielsen (2x), Armenteros, Huisman de Jong, Deekman |  |
| 10 juli 2007     | MVV Alcides                      | 0 - 8   | SC Heerenveen | Prager, Garcia-Garcia, Poulsen, Loohuis, Smarason (2x), Rozendaal, Yildirim                       |  |
| 11 juli 2007     | VV Hollandia T                   | 0 - 10  | SC Heerenveen | Prager, Pranjic, Armenteros, Rozendaal, Smarason, Poulsen (2x), Balkestein, Roorda (2x)           |  |
| 13 juli 2007     | AVV                              | 0 - 12  | SC Heerenveen | Sibon (3x), Pranjic (2x), Loohuis, Roorda, Deekman (2x), Garcia-Garcia (2x)                       |  |
| 18 juli 2007     | Sheffield Wednesday FC           | 2 - 2   | SC Heerenveen | Nilsson (2x)                                                                                      |  |
| 21 juli 2007     | SC Heerenveen                    | 3 - 3   | Sivasspor     | Beerens, Roorda, Garcia-Garcia                                                                    |  |
| 28 juli 2007     | SC Heerenveen                    | 3 - 2   | Skoda Xanthi  | Prager, Pranjic, Nilsson                                                                          |  |
| 1 augustus 2007  | Go Ahead Eagles                  | 2 - 7   | SC Heerenveen | Garcia-Garcia, Nilsson (2x), Poulsen (2x), Prager, Sulejmani,                                     |  |
| 4 augustus 2007  | West Bromwich Albion             | 3 - 1   | SC Heerenveen | Nilsson                                                                                           |  |
| 7 augustus 2007  | ONS Sneek                        | 0 - 6   | SC Heerenveen | Pranjic, Sibon (2x), Roorda, Siwe, Deekman                                                        |  |
| 10 augustus 2007 | SC Heerenveen                    | 1 - 3   | RCD Espanyol  | Pranjic                                                                                           |  |

## Voorlopige selectie
Doorlopend contract
- Rob van Dijk (medio 2008)
- Jakob Poulsen (medio 2009)
- Michael Dingsdag (medio 2010)
- Uğur Yıldırım (medio 2010)
- Lasse Nilsson (medio 2009)
- André Hanssen (medio 2008)
- Thomas Prager (medio 2008)
- Jeroen Drost (medio 2008)
- Henrico Drost (medio 2008)
- Gianni Zuiverloon (medio 2009)
- Gonzalo García (medio 2009)
- Michael Bradley (medio 2009)
- Danijel Pranjić (medio 2009)
- Brian Vandenbussche (medio 2011)
- Agil Etemadi (medio 20??)
- Calvin Jong-A-Pin (medio 20??)

Aflopend contract, geen verlenging
- Michel Breuer (medio 2007)
- Paul Bosvelt (stopt)
- Danny Wintjens (medio 2007)
- Will Johnson (medio 2007)
- Bo Storm (medio 2007)
- Timmi Johansen (medio 2007)

## Transfers
| Speler               | Vorige club      | Contract tot           |
| -------------------- | ---------------- | ---------------------- |
| Niek Loohuis         | BV Veendam       | 2010                   |
| Kristian Bak Nielsen | FC Midtjylland   | 2011                   |
| Roy Beerens          | PSV              | 2010                   |
| Gerald Sibon         | FC Nürnberg      | 2009                   |
| Mark Bloemendaal     | De Graafschap    | gehuurd tot medio 2008 |
| Paulo Henrique       | Atletico Mineiro | 2010                   |
| Radosław Matusiak    | Palermo          | 2010                   |
| Christian Grindheim  | Vålerenga        | 2012                   |
| Michal Švec          | Slavia Praag     | 2012                   |
| Harmen Kuperus       | FC Zwolle        | gehuurd tot medio 2008 |

| Speler           | Vorige club |
| ---------------- | ----------- |
| Cecilio Lopes    | Sparta      |
| Henrico Drost    | Excelsior   |
| Sebastiaan Steur | Excelsior   |

| Speler               | Nieuwe club              |
| -------------------- | ------------------------ |
| Rob Friend           | Borussia Mönchengladbach |
| Boy Waterman         | AZ                       |
| Petter Hansson       | Stade Rennes             |
| Bo Storm             | FC Nordsjælland          |
| Danny Wintjens       | VVV-Venlo                |
| Robbie Rogers        | Columbus Crew            |
| Uğur Yıldırım        | Gaziantepspor            |
| Lars (Lasse) Nilsson | AS Saint-Étienne         |
| Afonso Alves         | Middlesbrough            |

| Speler              | Verhuurd aan    | Verhuurd tot |
| ------------------- | --------------- | ------------ |
| Will Johnson        | De Graafschap   | 2008         |
| Robbert Maruanaya   | Go Ahead Eagles | 2008         |
| Oguzhan Türk        | Go Ahead Eagles | 2008         |
| Niklas Tarvajärvi   | De Graafschap   | 2008         |
| Age Hains Boersma   | BV Veendam      | 2008         |
| Reza Ghoochannejhad | Go Ahead Eagles | 2008         |
| Roy Terschegget     | De Graafschap   | 2008         |
| Sebastiaan Steur    | Excelsior       | 2008         |
| Gonzalo García      | Heracles Almelo | 2008         |
| Jeroen Drost        | N.E.C.          | 2008         |
| Radosław Matusiak   | GKS Belchatów   | 2008         |

| Speler       |
| ------------ |
| Paul Bosvelt |

| Speler       |
| ------------ |
| Koos Formsma |